# シャーンタヌ
シャーンタヌ（梵: शांतनु śāṁtanu、śāntanu）またはシャンタヌ（梵: शंतनु śaṁtanu）は、インドの叙事詩『マハーバーラタ』の登場人物。クル王プラティーパとスナンダーの子。女神ガンガーとの間にビーシュマを、サティヤヴァティーとの間にチトラーンガダ、ヴィチトラヴィーリヤをもうけた。また双子の兄妹クリパとクリピーを拾って養育した。

## 前世
シャーンタヌの前世は、かつてイクシュヴァーク王家に生まれたマハービシャという王仙で、インドラ神に認められて天界に住んでいた。あるときマハービシャがブラフマー神に仕えていると、風が吹いてガンガーの衣服の裾をまくり上げた。神々や聖仙はガンガーを見ないように目をそらせたが、マハービシャだけは恐れずに女神を見た。するとブラフマー神は怒って彼を呪い、人間界に転生するよう命じた。マハービシャはあわてて、クルの偉大な王仙プラティーパの子供（シャーンタヌ）になることを望み、認められた。
一方、ガンガーがマハービシャのことを思って歩いているとヴァス神群に出会った。彼らはヴァシシュタ仙に対して過失があったため、人間に転生するという呪いを受けて、下界に向かっているところだった。彼らは王仙プラティーパからシャーンタヌという子供が生まれるはずだから、自分たちは彼の子供として生まれるつもりだと語り、ガンガーに自分たちの母（つまりシャーンタヌの妻）になってはくれないかと頼んだ。ガンガーは奇妙な偶然に喜び、これを引き受けた。ところがヴァス神群たちは、自分たちが生まれたら罪を償うために川に沈めて水死させてほしいと言った。ガンガーはシャーンタヌに子供が残らないのは困ると言った。ヴァス神群は8神それぞれの精液を提供するので、それによって2人の望む子が生まれるだろうと約束した。
ガンガーは地上にやってくると、プラティーパ王のところに行き、王の右太股に座った。ガンガーは王の妻になることを望んだが、ガンガーの座った場所が右の太股だったので（右太股は妻ではなく息子や娘の座る場所）、王は自分の息子と結婚し、義理の娘になることを提案した。ガンガーはそれを受け入れ、その場で消えた。

## 女神との結婚

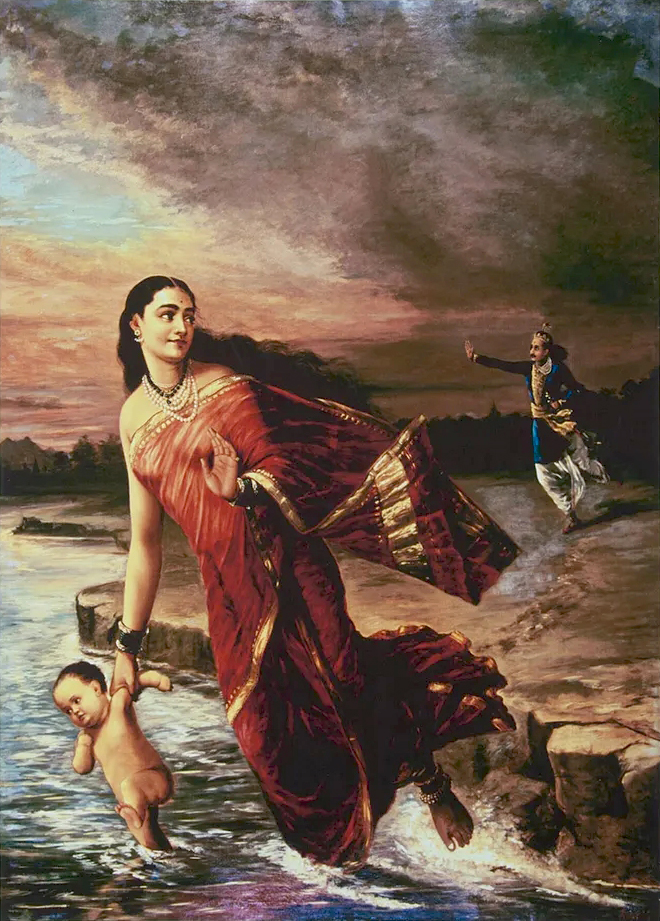
シャーンタヌがガンガーに子供をおぼれさせるところを制止している場面

後にプラティーパにシャーンタヌが生まれ、立派に成長すると、彼はシャーンタヌにある助言をした。「もし非常に美しい女性がお前を求めて近づいてきたならば、お前は彼女を拒んではならない。彼女が妻となったら、彼女がどんなことをしてもその理由を尋ねたりしてはならない」。そしてプラティーパはシャーンタヌに王位を譲り、森での修行に入った。
あるときシャーンタヌは1人の美女に出会った。シャーンタヌは彼女の美しさに驚き、相手をじっと見つめた。また女性の方もシャーンタヌに気があるそぶりを見せた。そこでシャーンタヌが結婚を申し込むと、彼女は自分に不愉快なことを言わないことを条件にシャーンタヌの妻となった。2人は幸福に暮らしたが、彼女は子供が生まれると川に投げ込んで、おぼれさせてしまった。そんなことが7度も続いたが、シャーンタヌは妻を失うことを恐れて何も言えなかった。しかし8人目の子供も溺死させられたとき、ついに我慢できずに妻を制止し、理由を尋ねてしまった。妻は自分がガンガーであることを明かし、これまでのいきさつを語った。そして9人目の子供を産むと、その子を連れて天に戻った。
その後、シャーンタヌがガンジス川のほとりを歩いていると、川の水が極端に少ないことに気づいた。見ると1人の少年が多くの矢を放って川の水をせき止めていた。少年はシャーンタヌに気づくとすぐに姿を消したが、シャーンタヌは少年の神業を見て、かつて自分とガンガーとの間に生まれた子供ではないかと考え、ガンジス川に向かって息子を返してほしいと叫んだ。するとガンガーがあの少年を連れて現れ、自分たちの子供だと言って渡してくれた。シャーンタヌは息子デーヴァヴラタ（ビーシュマ）を連れて帰り、皇太子に就けた。

## 2度目の結婚

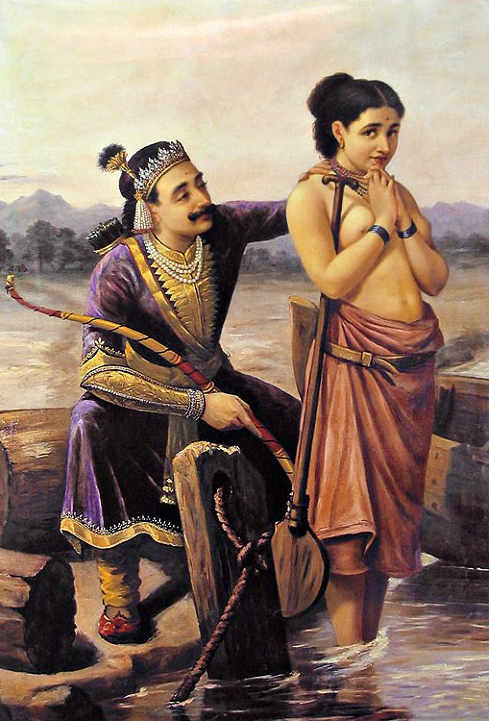
シャーンタヌと妻のサティヤヴァティー

それから4年ほど経ったころ、シャーンタヌはヤムナー川付近の森に出かけた。そこで香しい芳香を嗅ぎ、その香りを辿って行き、サティヤヴァティーという美女に出会った。シャーンタヌはこの女性を妻にしたいと望んだが、サティヤヴァティーの養父である漁師は、彼女から生まれる子供を次のクル王にするという条件を出した。しかしすでに皇太子の位にはビーシュマがいたため、シャーンタヌは苦悩した。それを見たビーシュマは皇太子の位を自ら放棄し、子を残さないと宣言した。こうしてシャーンタヌはサティヤヴァティーを娶ることができた。
2人の間にはチトラーンガダとヴィチトラヴィーリヤが生まれたが、シャーンタヌはヴィチトラヴィーリヤが成人する前に世を去った。